# Ryton (rivière de Nouvelle-Zélande)
Pour les articles homonymes, voir Ryton.
La rivière Ryton  (en anglais : Ryton River) est un cours d’eau de la région de  Canterbury dans l’Île du Sud de la Nouvelle-Zélande.

## Géographie
Elle s’écoule vers le sud-ouest en descendant la vallée dans la chaîne de Craigieburn pour atteindre la berge nord-est du lac Coleridge.